# Раздольное (Луганская область)
Раздольное (укр. Роздольне) — село, относится к Старобельскому району Луганской области Украины.
Население по переписи 2001 года составляло 171 человек. Почтовый индекс — 92736. Телефонный код — 6461. Занимает площадь 0,45 км². Код КОАТУУ — 4425180303.

## Местный совет
92733, Луганська обл., Старобільський р-н, с. Веселе, вул. Леніна, 62а  (укр.)